# 林中森
林中森（Lin Join-sane，1944年12月17日—），中華民國政治人物，中華民族發展基金會董事長。林中森出生於宜蘭縣羅東鎮，祖籍中國福建漳州，中國國民黨黨員，曾任海峽交流基金會董事長、行政院秘書長及中國國民黨秘書長。

## 生平

### 學歷
國立中興大學法商學院（今國立臺北大學）地政系畢業，國立政治大學地政研究所博士。
2004年獲第四屆國立臺北大學傑出校友。

### 擔任公職
1970年起從事公職，歷任高雄市政府地政處副處長、處長、高雄市政府秘書長、副市長、內政部常務次長、政務次長等職務。

### 擔任黨職生涯
2012年2月6日至2012年9月27日，曾任中國國民黨秘書長。

### 民間半官方機構
2012年9月27日，接替江丙坤出任海峽交流基金會董事長；同日，海峽交流基金會修改組織章程，將董事長從「無給職」改為「有給職」，林中森成為首任有給職董事長。
2013年6月，在上海與海協會會長陳德銘簽署《兩岸服貿協議》。
2016年5月19日，卸任海峽交流基金會董事長。後募資創立「中華民族發展基金會」董事長。2017年12月25日，以「中華民族發展基金會」董事長身分，在台北呼籲中華民國中央政府正視現實發展，務實改善兩岸關係。

## 荣誉

### 中华民国勋章奖章
- 二等景星勋章（2012年2月17日于台北总统府颁授[4]）
- 二等卿云勋章（2016年5月11日于台北总统府颁授[5]）